# Bütschwil
Bütschwil es una comuna suiza del cantón de San Galo, ubicada en el distrito de Toggenburgo. Limita al norte con la comuna de Lütisburg, al este con Ganterschwil y Oberhelfenschwil, al sur con Lichtensteig, Wattwil y Krinau, y al oeste con Mosnang.

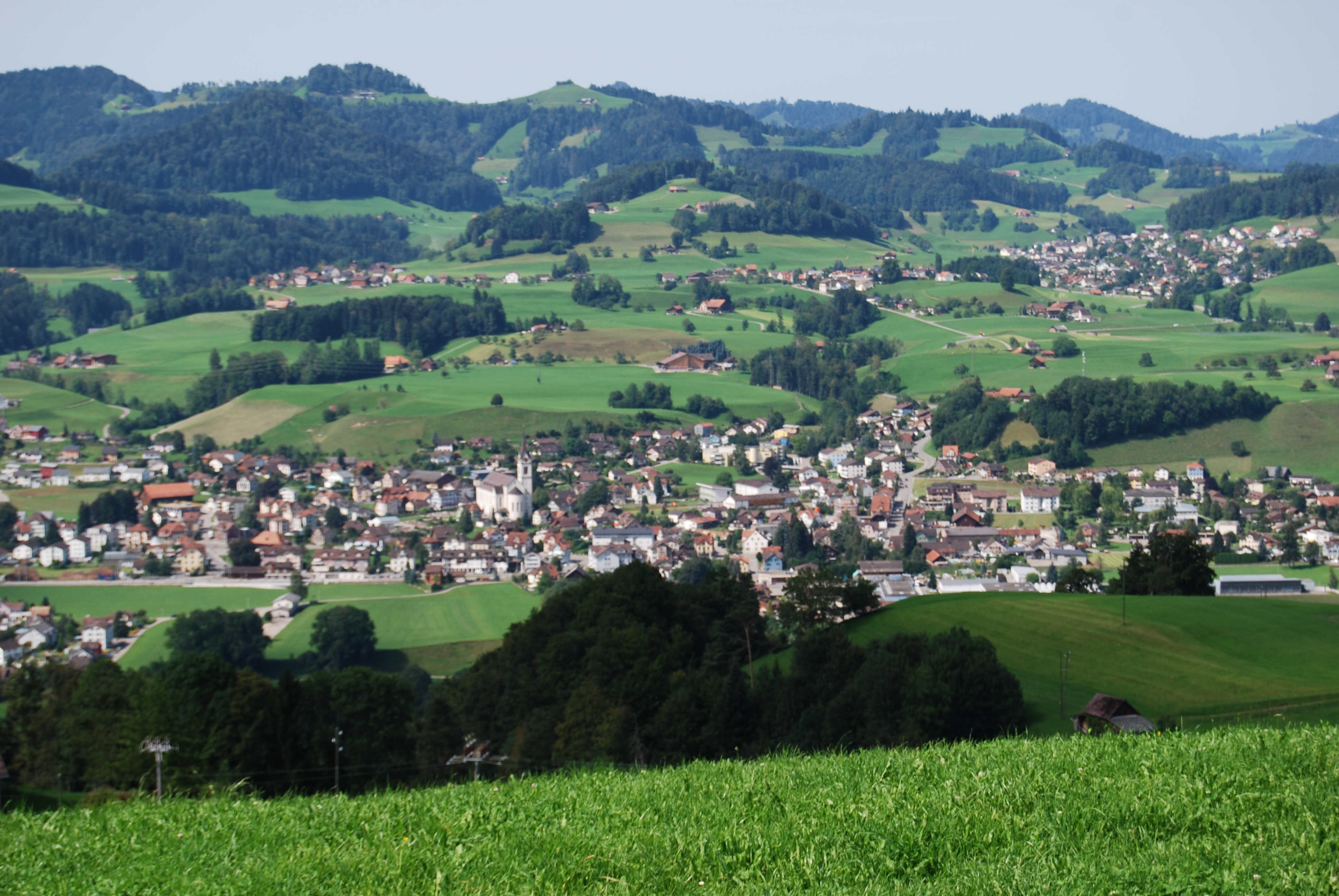
Bütschwil